# 8691 Etsuko
8691 Etsuko è un asteroide della fascia principale. Scoperto nel 1992, presenta un'orbita caratterizzata da un semiasse maggiore pari a 2,4440852 UA e da un'eccentricità di 0,1530714, inclinata di 5,50300° rispetto all'eclittica.